# Tersteegenkirche (Düsseldorf)

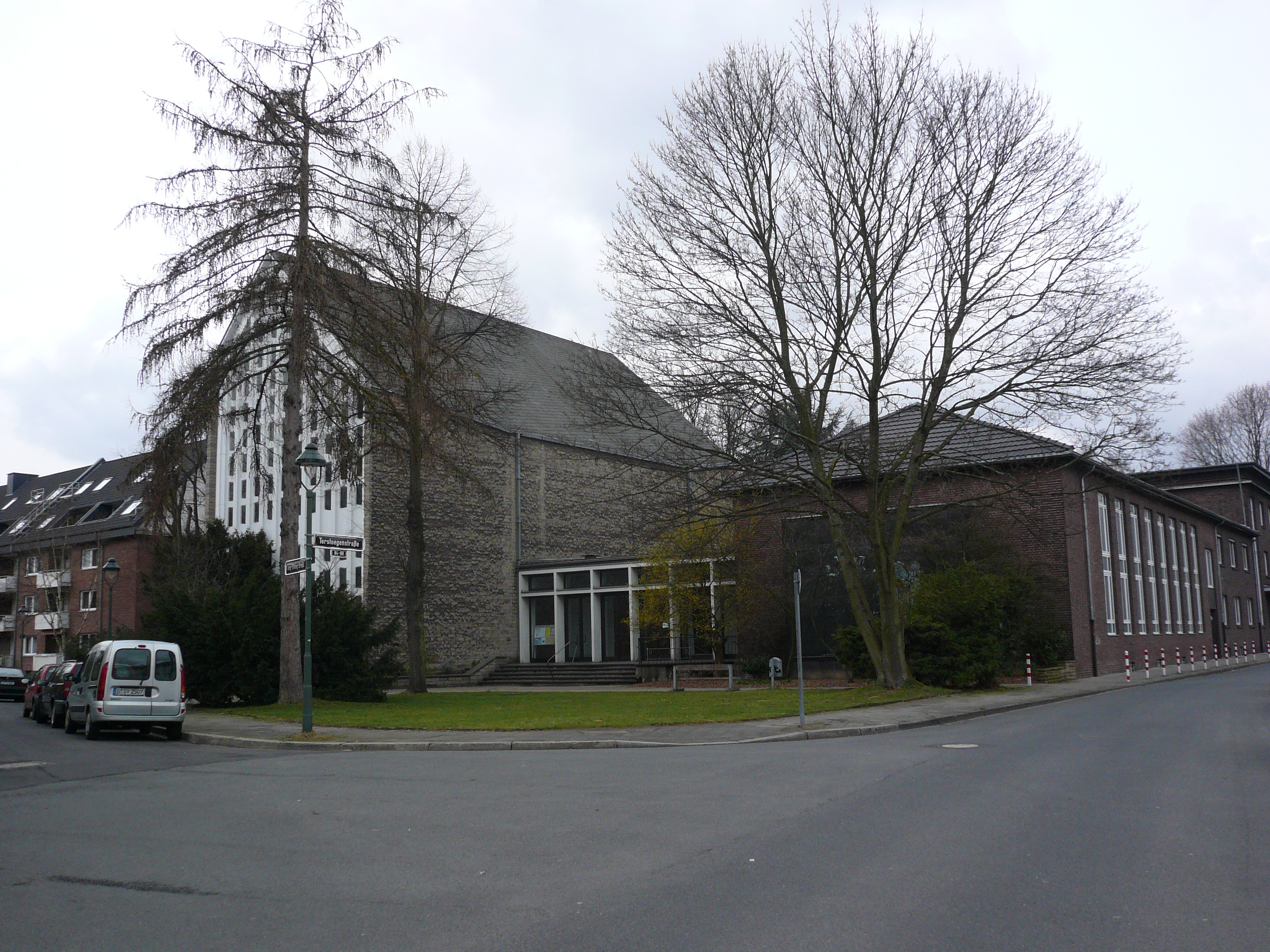

Die Tersteegenkirche ist ein evangelisches Kirchengebäude in Düsseldorf-Golzheim am Tersteegenplatz 1. Es wurde in den Jahren 1957 bis 1958 erbaut und am 29. Juni 1958 eingeweiht. Bis heute wird es für Gottesdienste und Konzerte regelmäßig genutzt. Namensgeber der Kirche ist der pietistische Prediger, Seelsorger und Schriftsteller Gerhard Tersteegen. Eigentümerin ist die Evangelische Tersteegen-Kirchengemeinde im Kirchenkreis Düsseldorf der Evangelischen Kirche im Rheinland, eine Gemeinde von heute rund 2000 Mitgliedern.

## Baubeschreibung

### Gebäude
Die evangelische Tersteegenkirche ist ein modernistischer Stahlbeton-Skelettbau und steht auf einem unregelmäßigen achteckigen Grundriss. Sie ist durch ein hohes Satteldach gedeckt, dessen Firstlinie quer zur Mittelachse geführt und seitlich verschoben ist. Dadurch entstehen zwei unterschiedlich große Dachflächen. Die Innenseite der eisernen Dachkonstruktion ist mit einer Akustikdecke ausgekleidet. Die Seitenwände sind durch verglaste Betonfertigteil-Fenster gestaltet. Sie sind ziehharmonikaförmig versetzt und durch ein breites, geschlossenes Betonband gegliedert. Die anderen Außenwände sind in einer Stahlbetonkonstruktion mit Werksteinverkleidung ausgeführt. Über dem Eingang erhebt sich die Chorempore, die von der Orgel her dominiert wird. Am 18. Oktober 1959 wurde die dreimanualige Schuke-Orgel eingeweiht. Sie erklingt zu Gottesdiensten und Konzerten.
Gegenüber der Orgelempore fügt sich die Altarzone den Konturen der Rückwand an. Diese wird durch ein groß dimensioniertes Holzkreuz hervorgehoben. Der Altarbereich setzt sich durch drei trapezförmig gebrochene Stufen ab. Er beherbergt den schlichten Altar und den Taufstein. Beide sind einheitlich aus dunklem Stein gefertigt. Zur rechten des Altars ist die Kanzel mit gewölbtem Schalldeckel und zweiarmiger Treppe angeordnet.

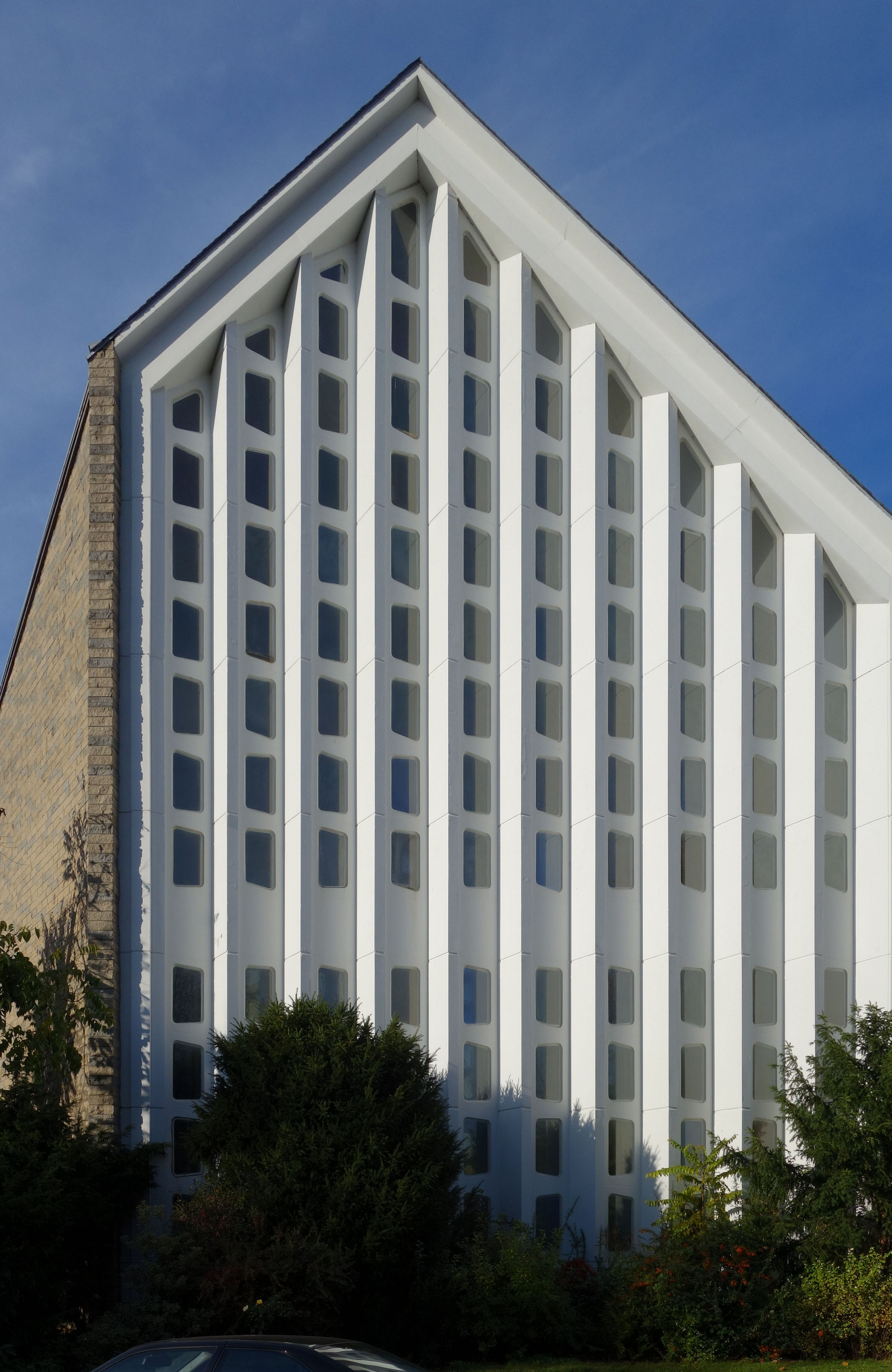
Westliches Giebelfenster, 2015

Der Innenraum der Kirche ist bewusst schlicht und warm gehalten; er soll die Gemeinde „zum Wohnen einladen“. Er wird geprägt durch den mit Aachener Blau ausgelegten Fußboden, die Altarraumerhöhung in Lunel rubané, einem belgischen Marmor, durch die mit holländischen, handgestrichenen Klinkern verkleideten Längswände, die Holzdecke aus Lärchenholz, die aus akustischen und architektonischen Gründen gefeldert ist, sowie durch die konstruktiv eigenwillige, freitragende Empore. Deren Konstruktion war so nur möglich, weil das schwere Dach des Zwischenbaues als Gegengewicht ausgenützt werden konnte. Die beiden großen Giebelfenster mit verschiedenfarbigem Neuantikglas geben dem Raum das getönte und gedämpfte Licht und damit seine Eigenart. Die Türen sind aus Cambala, einer Teakholzart, gearbeitet; Altar, Taufstein und Kanzel sind aus grün-schwarzem Serpentin, einem norditalienischen Marmor; das Gestühl ist aus Parana Pine, einem brasilianischen Nadelholz. Der Schalldeckel über der Kanzel ist nach den Berechnungen des Fachmannes so geformt und gesetzt, um die Stimme des Predigers in dem hohen, breitgestreckten Raum gut und deutlich hörbar zu machen. Die Lampen sind dunkel gehalten, um die lichte Schönheit des Raumes so wenig wie möglich zu stören.
Auf weiteren, besonderen Schmuck des Raumes wurde verzichtet. Das große dunkle Kreuz aus Cambalaholz an der Altarwand soll den Raum beherrschen und den Blick auf den Altarraum lenken. Der Spruch aus Jesaia 40,8 – „Das Wort unseres Gottes bleibt ewiglich“ – stand als Inschrift auf dem Antependium der Kanzel eines zerstörten Vorgängerbaus und wurde auf die Altarwand der Kirche übernommen, weil die Gemeinde unter diesem Wort bisher zusammengekommen ist und ihre Gottesdienste gehalten hat. Nun soll es sie weiter begleiten und sie weiter daran mahnen, dass das Wort Gottes das Bleibende in der Vergänglichkeit dieser Welt ist.

### Kupferrelief

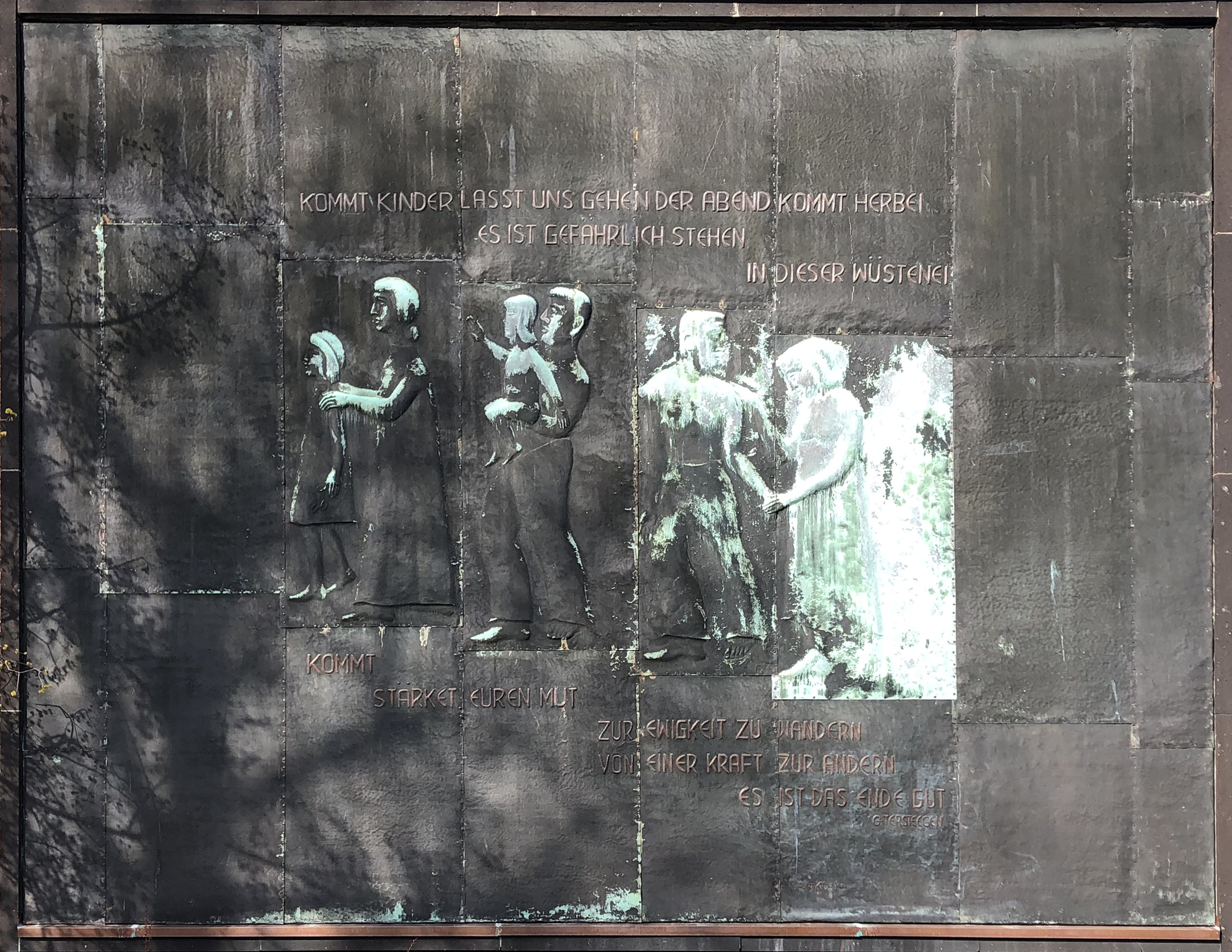
Kupferrelief, 2015

Neben der Tersteegenkirche erinnert ein 1966 angebrachtes Kupferrelief des Bildhauers Herbert Kühn an den Liederdichter Gerhard Tersteegen. Es zeigt Menschen, die miteinander auf dem Weg sind und enthält als Inschrift einen Liedtext Tersteegens: „Kommt Kinder, lasst uns gehen, der Abend kommt herbei, es ist gefährlich stehen in dieser Wüstenei. Kommt, stärket euren Mut, zur Ewigkeit zu wandern, von einer Kraft zur andern. Es ist das Ende gut.“

### Orgel
Ein Kleinod der Kirche wurde eine Orgel der Karl Schuke Berliner Orgelbauwerkstatt mit einunddreißig Registern, verteilt auf drei Manuale und Pedal. Aus akustischen und architektonischen Gründen wurde sie mit einem Rück-Positiv gestaltet. Im Frühsommer 1959 wurde sie eingebaut.

## Baugeschichte
Die Tersteegenkirche verdankt ihre Erbauung dem schnellen Anwachsen der evangelischen Bevölkerung in den Düsseldorfer Stadtteilen Golzheim und Stockum seit 1950. Von Anfang an bis heute war das Werden der Gemeinde mit dem am 2. Mai 1930 eingeweihten Predigerseminar der Evangelischen Kirche der Altpreußischen Union verbunden gewesen. Das ist auch der entscheidende Grund geworden, Gemeinde und Kirche mit dem Namen Tersteegen zu benennen.
Die beiden Straßen, die als Zugang zum Priesterseminar neu angelegt werden mussten, erhielten die Namen Jung-Stilling- und Tersteegenstraße, Namen von Männern, die mit der Geschichte der Evangelischen Kirche im rheinischen Raum verbunden sind. Das Predigerseminar der Evangelischen Kirche der Altpreußischen Union wurde bis 1958 der Mittelpunkt einer Gemeinde von siebentausend Seelen.
Ein bereits 1933 nach Plänen des Architekten Karl Leverentz erbautes Gemeindehaus an der Uerdinger Straße 88 als eigene Predigtstätte mit dreihundertfünfzig Sitzplätzen wurde im Zweiten Weltkrieg bei einem Luftangriff am 2. November 1944 zerstört. Dieses Haus hatte eine kleine Orgel von der Firma E. F. Walcker & Co. aus Ludwigsburg. Zeitweise diente danach die Kreuzkirche in Düsseldorf-Pempelfort als Gotteshaus der Kirchengemeinde. 
Am Sonntag Oculi, 24. März 1957, war die Grundsteinlegung der neuen Kirche nach Plänen des Architekten Erich Neumann-Rundstedt. Nach dem Gottesdienst im Gemeindehaus ging der größte Teil der Gottesdienstbesucher zur Baustelle, wo dann über vierhundert Teilnehmer, jung und alt, zur Feier versammelt waren. Die Grundsteinlegung vollzog der Pfarrer der Gemeinde. Als Gäste waren der Superintendent, der Vertreter des Gesamtverbandes und des Oberbürgermeisters, der evangelischen und katholischen Nachbargemeinden, der Schulen und andere zugegen und sprachen Grußworte.
Das Richtfest wurde am 30. Juli 1957 gefeiert. Etwa hundert Teilnehmer, Gäste, Handwerker, Vertreter der Baufirmen und der Presse waren beim fröhlichen Richtschmaus im früheren Studien- und Bibliothekssaal des Predigerseminars versammelt.